# Pujagalet
El Pujagalet és una muntanya de 1.749 metres que es troba al municipi de les Valls de Valira, a la comarca de l'Alt Urgell.